# 花時計

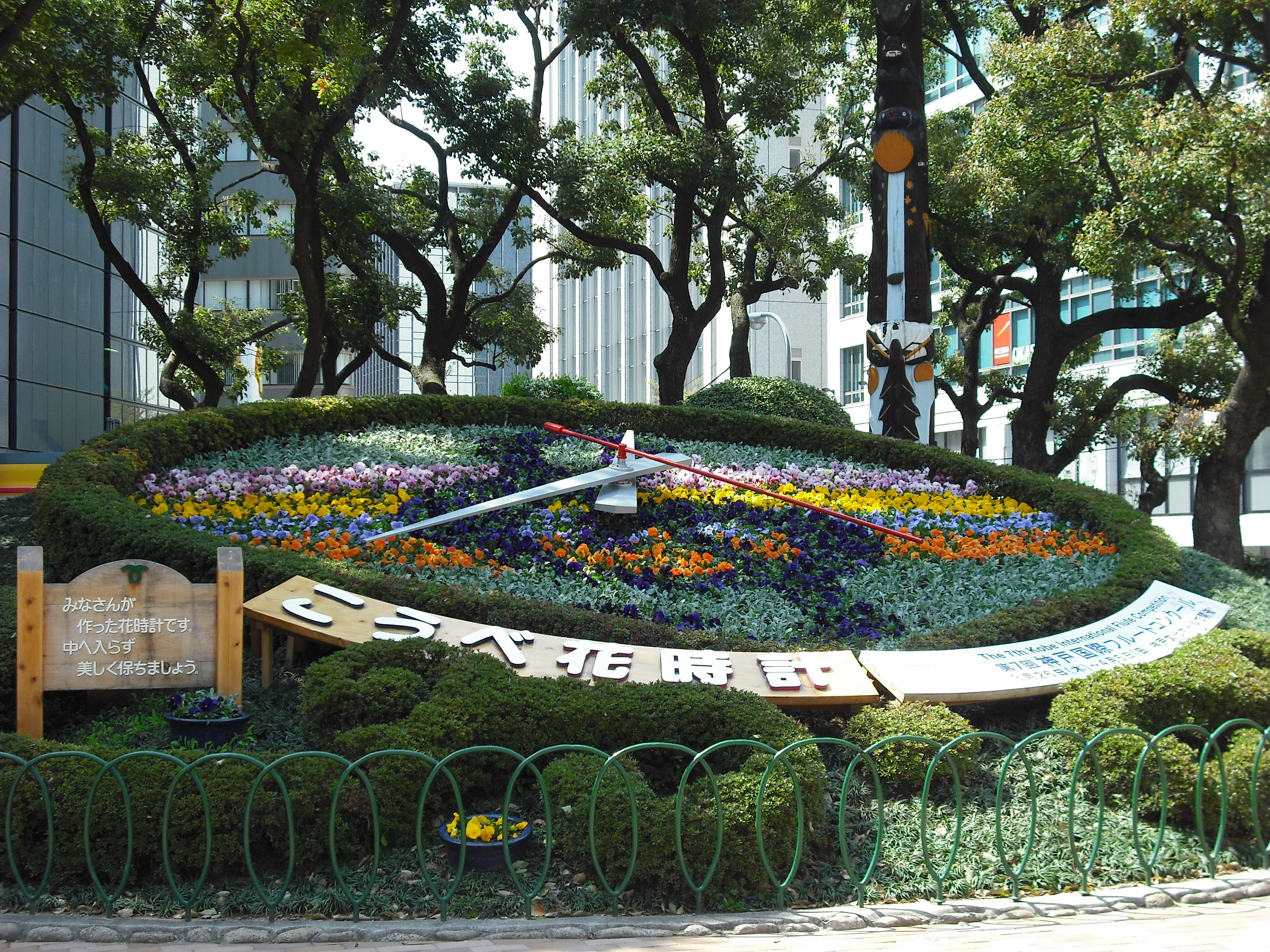
日本初の花時計（神戸市中央区）

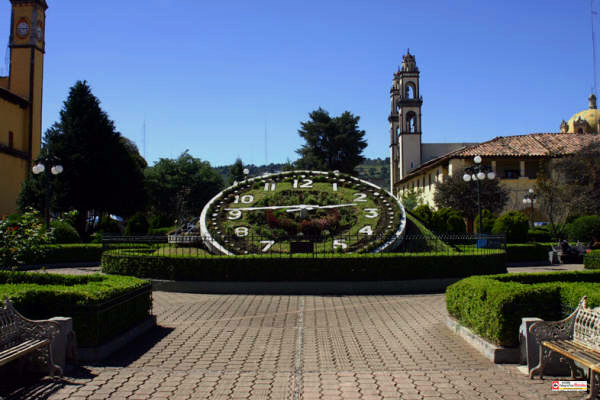
メキシコ・プエブラ州サカトランの花時計

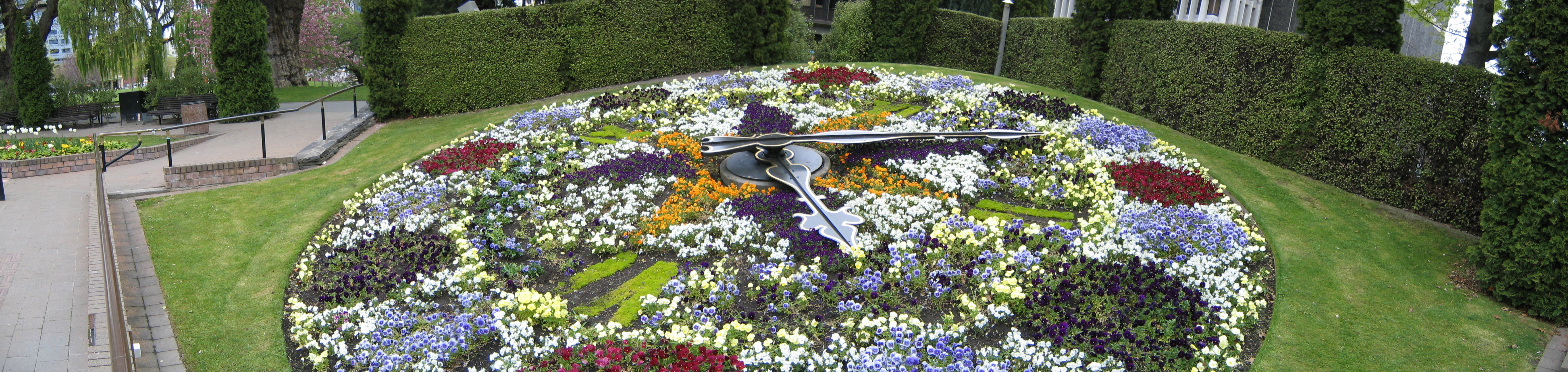
ニュージーランド・クライストチャーチの花時計

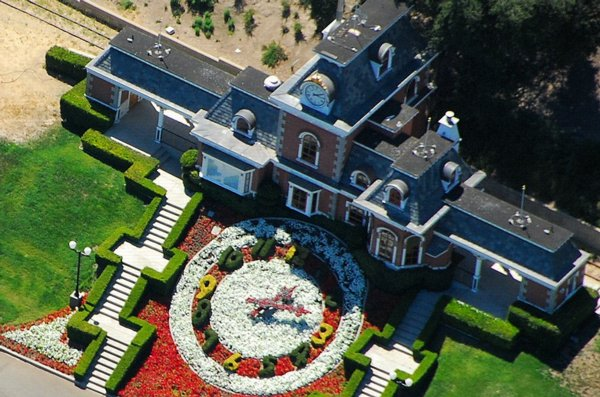
マイケル・ジャクソン旧邸宅ネバーランドの花時計

花時計（はなどけい）は、花壇と時計が一体となったもの。モニュメントとして設置されることが多い。

## 歴史
花時計の起源に関する詳細は不明だが、近代のヨーロッパで庭園の装飾のために作られたのが始まりと見られている。イギリス・エジンバラのプリンセスストリート庭園（Princes Street Gardens）に1903年に設置されたのが、現存する最古の花時計として知られる。設置時には分針は無く、翌年に設置されたとされる。
日本国内で最古のものは、1957年4月26日に神戸市役所の新庁舎建設に合わせ庁舎の北側に設置された花時計である。現在は日本各地に80以上の花時計が設置されている。

## 構造
花時計は多くの場合、アナログ時計の文字盤部分と時計機械室からなる。文字盤は見やすさや灌水の便を考えて、10度から20度の角度が付けられる場合が多い。多くの場合、時計の分針と秒針は別個に制御されている。花壇は文字盤の部分に設置される場合と文字盤の周囲に設置される場合とがある。花は生花を用いる場合と造花を用いる場合とがある。生花の花壇を用い、かつ機械室を花壇の下に設置する場合、機械室に防湿・防水機能を持たせる必要がある。時刻調整は専用の時計（親時計）を使って行われるが、親時計は機械室内や花時計の近辺に設置される。
花時計の花は人に摘まれたり、鳥獣による食害に遭うことがある。人による悪戯に対しては防犯装置を設置する、食害に対しては被害に遭いにくい花を多く植えるといった対策が講じられている。

## 花そのものを利用した花時計
花の1日における活動の周期（開花・閉花の時間）を利用した花時計も存在する。カール・フォン・リンネが1751年に著書Philosophia Botanicaで考案し、200種類ほどの花を挙げている。いわゆるリンネの花時計Horologium Florae （Linnaeus' flower clock）である。
このような花時計は夜でも時を知る事が出来る可能性があり、条件が良ければ30分以内の誤差で時刻を測れるとされるが、日照時間や気温などの影響を受けるために日時計と比べて精度が劣り、かつ季節ごとに開花時間の異なる花を入手することが困難である。このため、時計としては普及せず、主に19世紀初頭において庭園装飾や植物園において作られたのみである。
フランスの作曲家ジャン・フランセはこの考案に感動し、「花時計 L'horloge de Flore 」(1959年)を作曲したと言われる。この協奏曲には7つの時と花が選ばれ、7曲よりなるが、演奏は切れ目なく行われる。

## ギャラリー

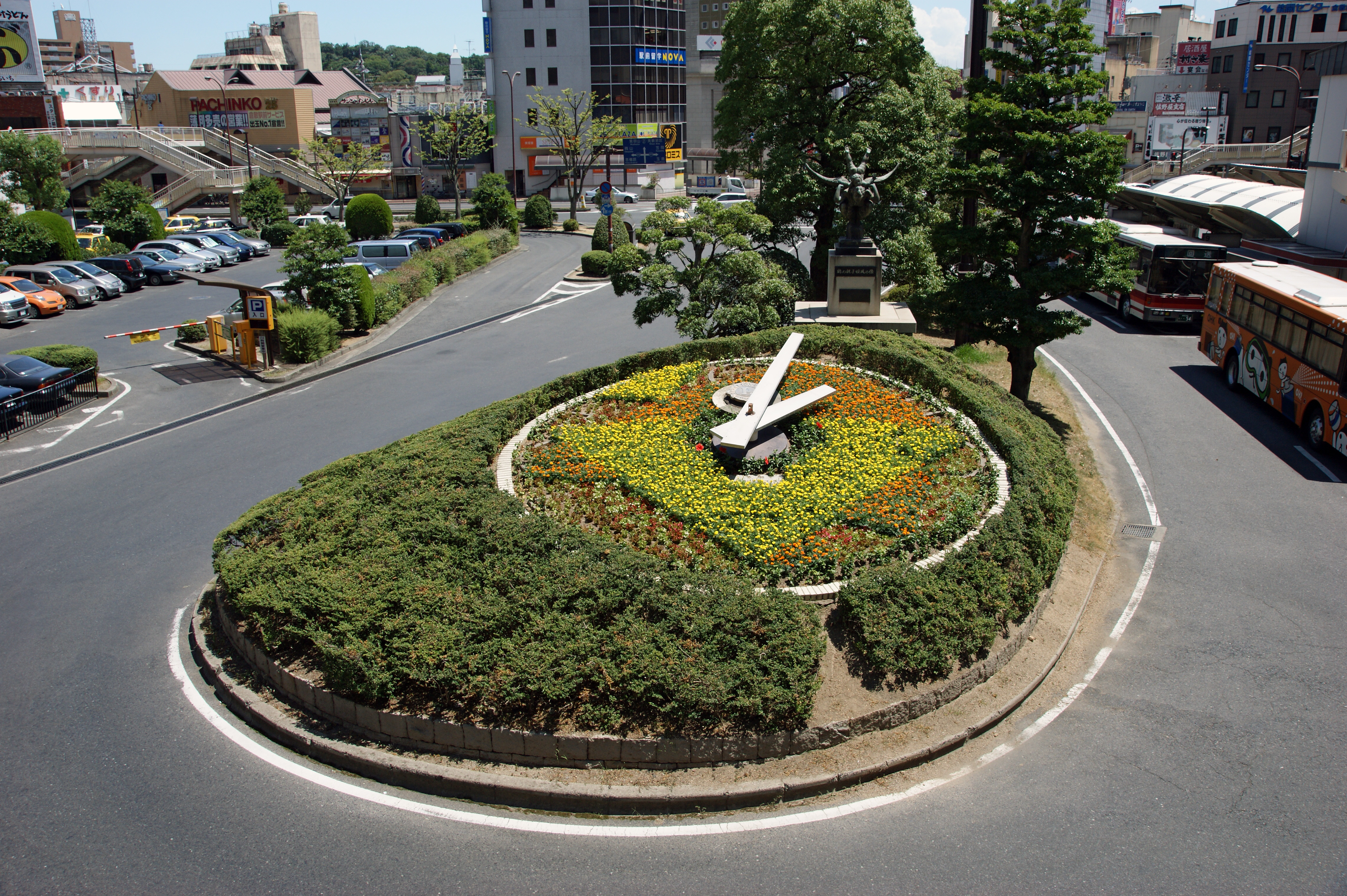
倉敷駅前の花時計
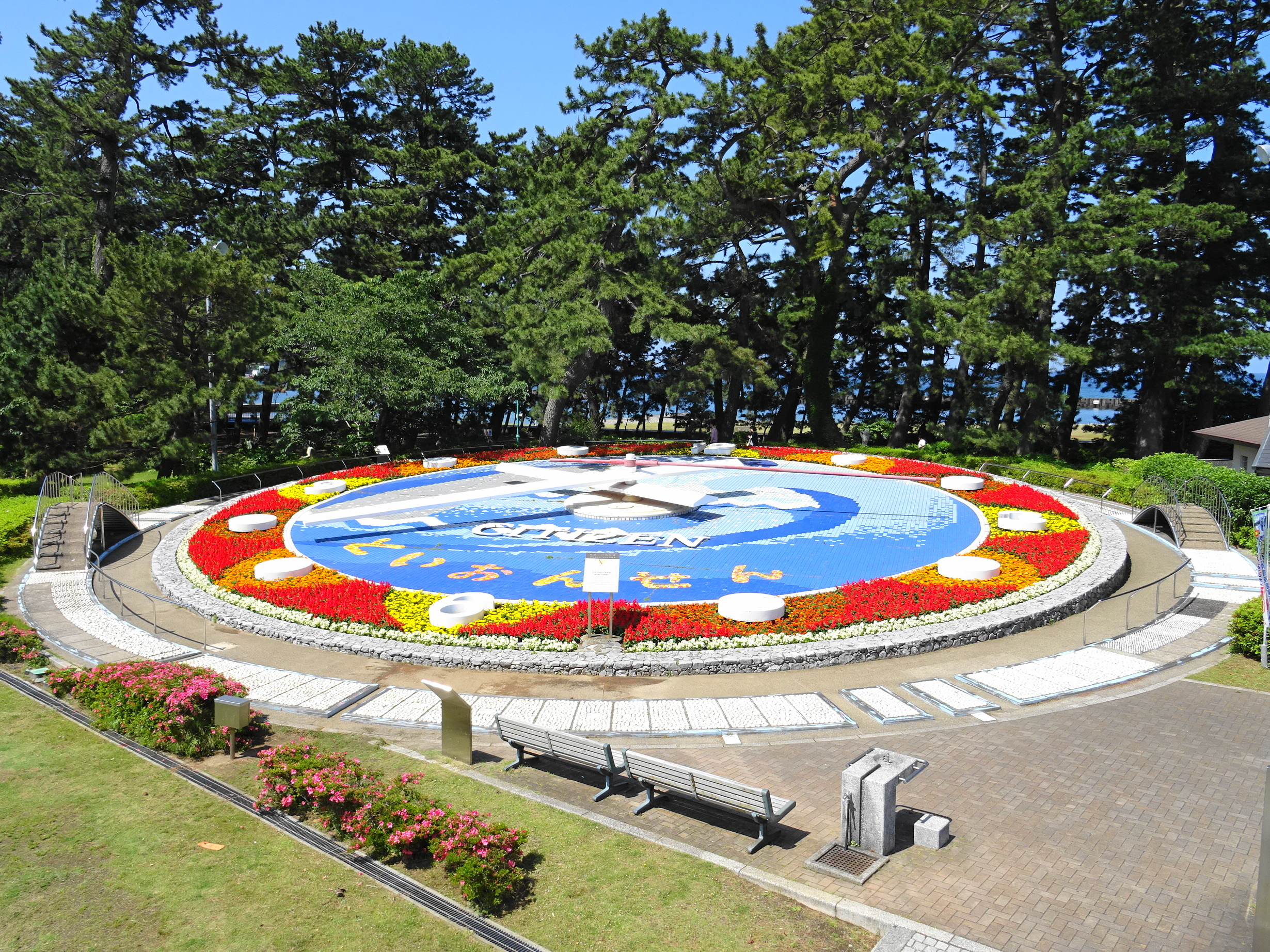
土肥温泉松原公園の「世界一の花時計」
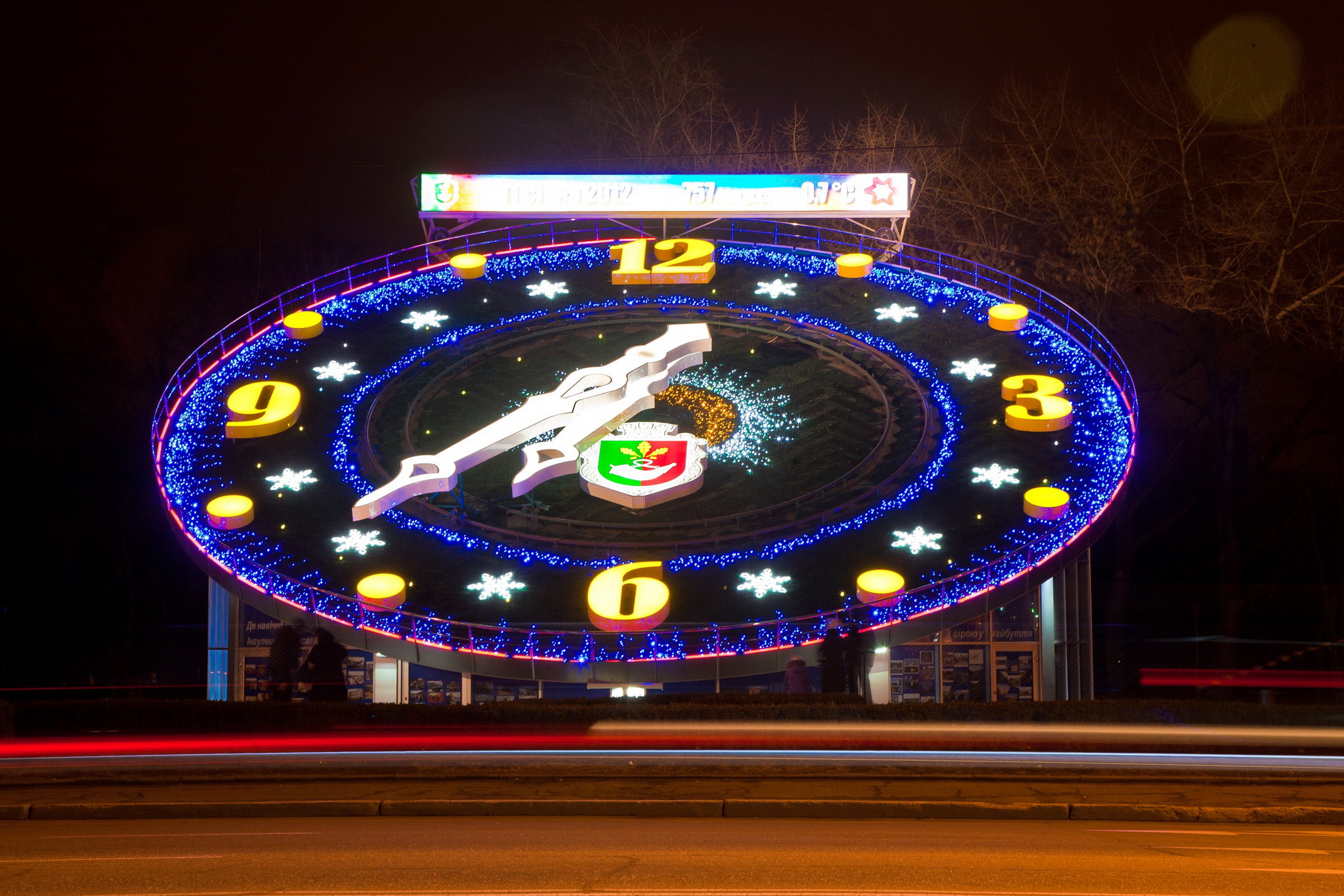
ウクライナ・クルィヴィーイ・リーフの花時計
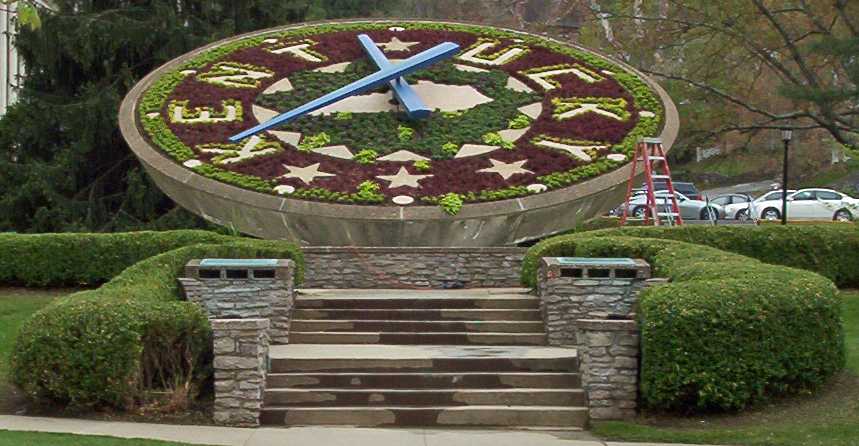
アメリカ合衆国ケンタッキー州フランクフォートの花時計
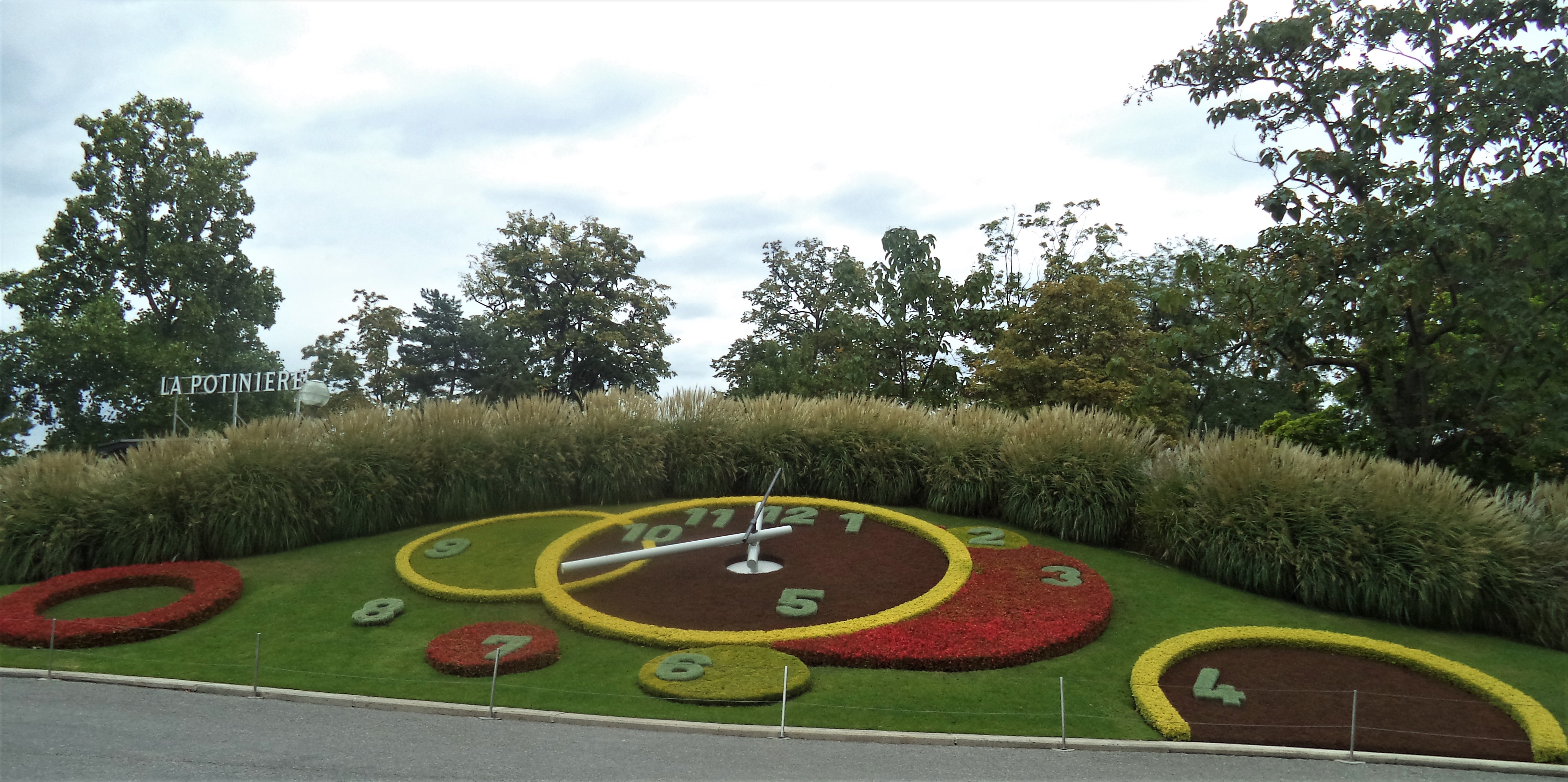
ジュネーヴ . スイス
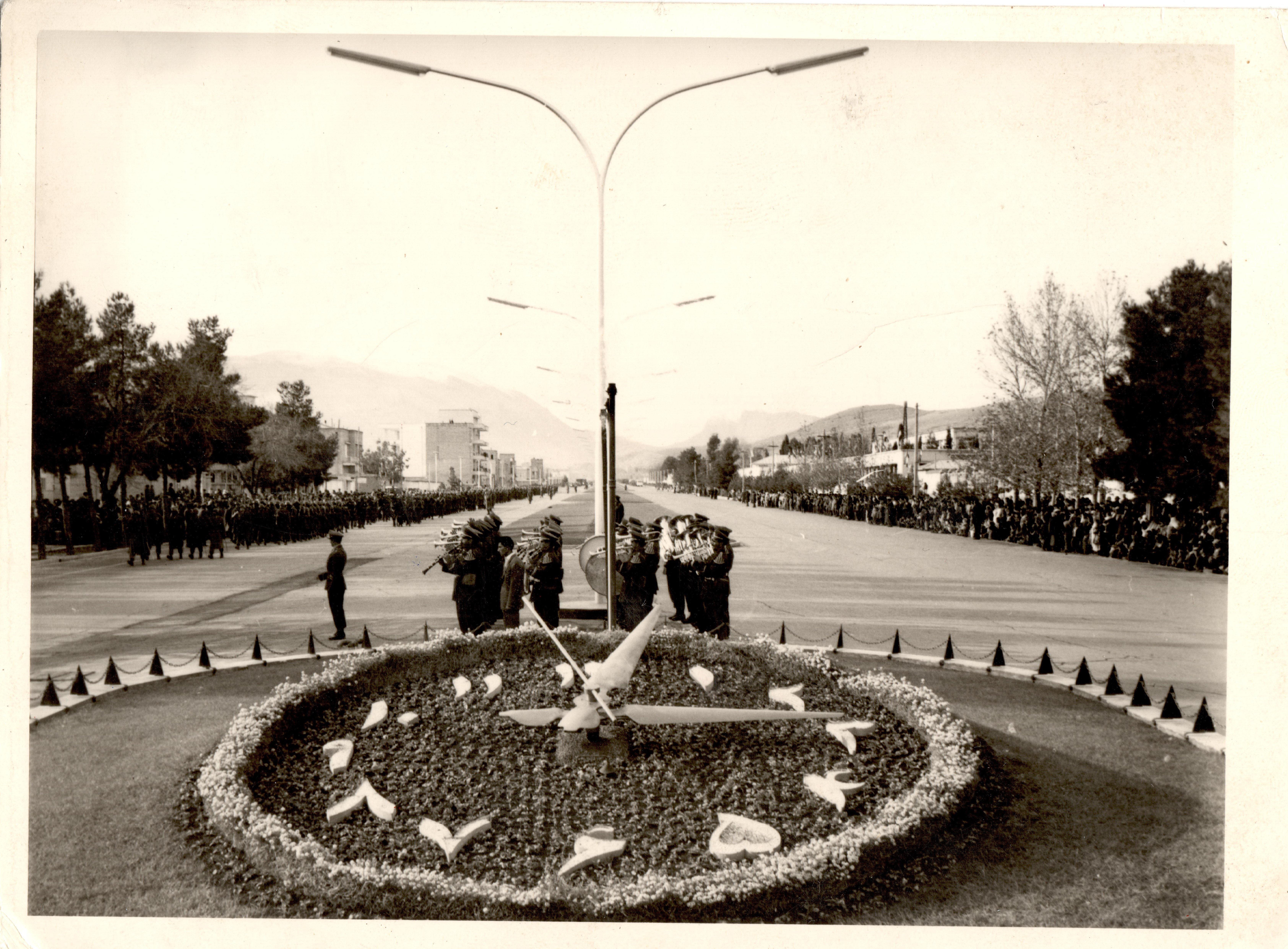
シーラーズ . イラン . 1961
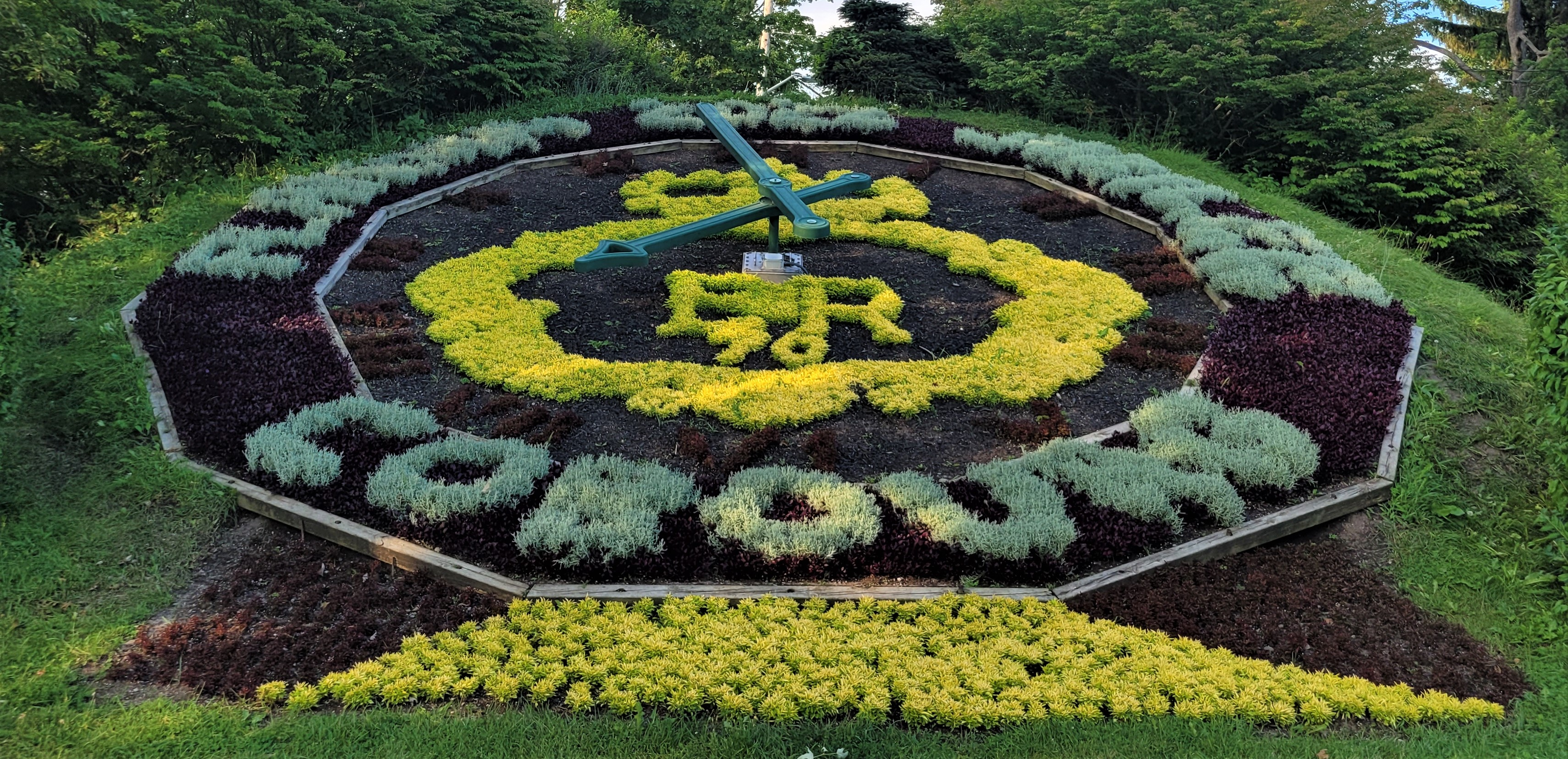
コーバーグ, カナダ
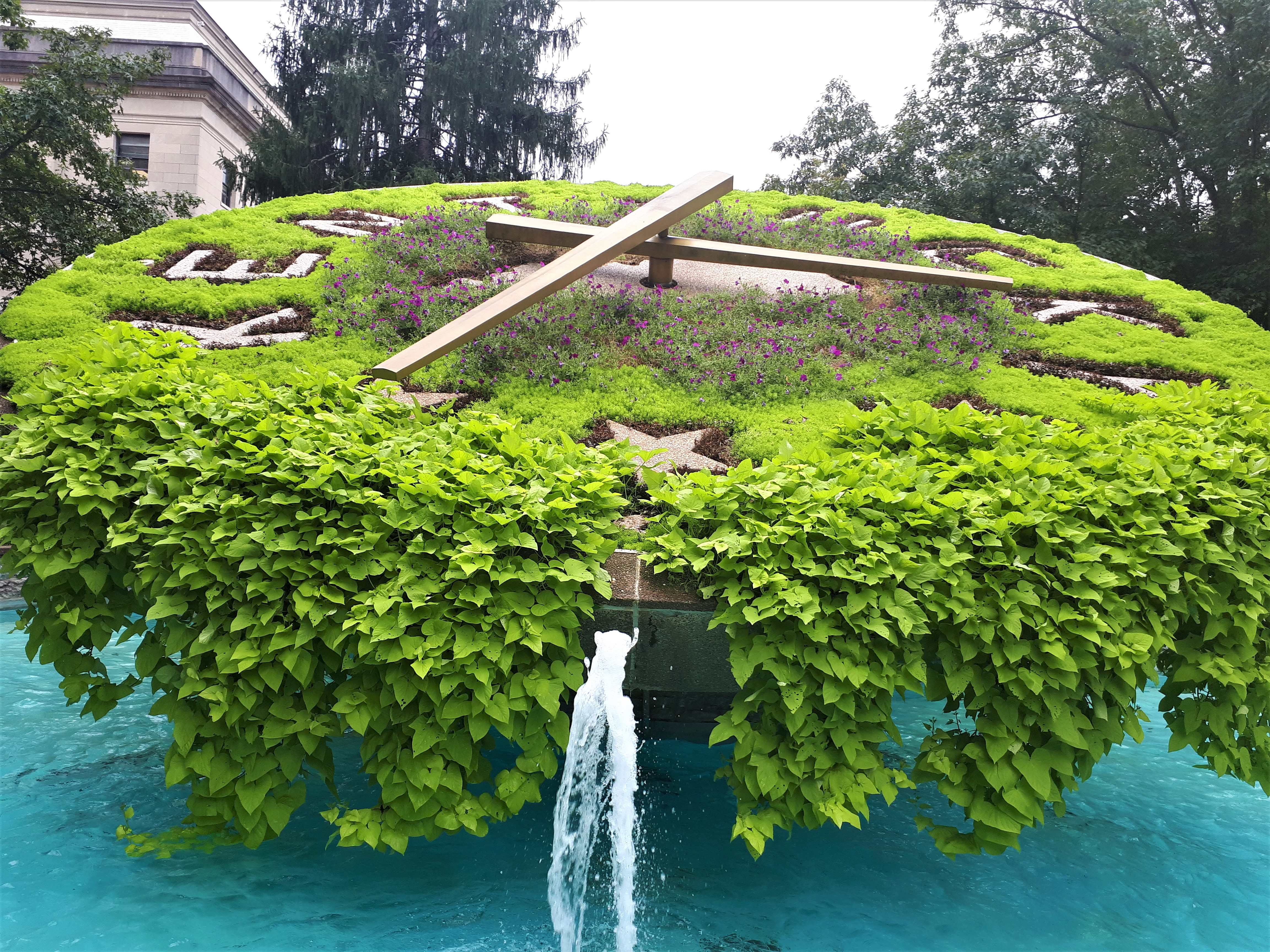
フランクフォート (ケンタッキー州), アメリカ合衆国